# تب با منشأ نامشخص
تب با منشأ نامشخص یا FUO اشاره به وضعیتی دارد که در آن بیمار با دمای بالا (تب) مواجه است اما با وجود بررسی‌های انجام شده توسط پزشک هیچ توضیحی برای آن یافت نشده است.

معمولاً پزشکان دلایل مختلفی را در نظر می‌گیرند و به بررسی تک تک آن‌ها می‌پردازند تا یک دلیل باقی بماند و آن را به عنوان علت تب در نظر می‌گیرند.

## تعریف
در سال ۱۹۶۱ معیارهای زیر توسط مَندل و هریسون برای این بیماری پیشنهاد شدند:
- تب بالاتر از ۳۸٫۳ درجه سانتی گراد (۱۰۱ درجه فارنهایت) در موارد متعدد
- تداوم تب به مدت ۳ هفته بدون تشخیص علت خاصی
- حداقل بررسی ۱ هفته بیمار توسط بیمارستان

یک تعریف جدید که شامل درمان سرپایی (که نشان دهنده حرفه پزشکی فعلی می‌باشد) گسترده‌تر است، تصریح می‌کند:
- ۳ ویزیت سرپایی در هفته
- ۳ روز بستری بودن در بیمارستان بدون پیدا شدن علت تب
- ۱ هفته تحقیقات بیمارستانی[۲]